# Barbamine
Barbamine là chi thực vật có hoa trong họ Cải.